# Västgötalagens gränslista
Västgötalagens gränslista är en svensk text från 1200-talet. Efter en inledning, som berättar om att de tre nordiska kungarna delat upp den lilla ön Danaholmen mellan sig, övergår den till en uppräkning av drygt etthundra platser som markerar Västergötlands lagsagas gränser runt hela lagsagan med början i Danaholmen.
Texten finns bevarad i över 25 dokument, vanligen skriven tillsammans med gränsavtalet ”Landamäri” som avser gränsen mellan Sverige och Danmark.
Båda texterna finns med redan i den första boken på svenska, handskrift KB B 59, men är där inskrivna på ett speciellt sätt, som länge vållade missförstånd. Listans inledning är skriven direkt efter Äldre Västgötalagen tillsammans med Landamäri under en gemensam rubrik. Dessa delar är nedskrivna på 1280-talet, medan själva listan över gränsmärkena är inskriven i handskriften senare men före 1325 av en annan skrivare, som brukar kallas Vidhemsprästen.
Sammanställningen ledde till uppfattningen att de tre nordiska kungarna skulle ha stigit i land på Danaholmen och där avtalat om gränsen mellan Sverige och Danmark, det så kallade Danaholmsfördraget. Förhållandet reddes ut av Lindquist 1941, och begreppet Danaholmsfördraget används inte numera. Det står klart att Landamäri och Västgötalagens gränslista är två skilda dokument samt att gränslistan består av inledningen och själva listan. 

Texten har ingen fast etablerad benämning. Lindquists förslag ”Landamæri 2” avvisades av Hafström. Olsson hade missuppfattat och trodde att texten stod bland bilagorna till den yngre Västgötalagen och benämnde den därefter. Gränsmärkena omfattar inte bara landskapet Västergötland utan även de bebodda delarna av Dalsland, således hela det område inom vilket Västgötalagen tillämpades och som utgjorde lagmannens lagsaga. Det här använda namnet utgår från att texten är bevarad som en bilaga till Västgötalagen. 

## Danaholmens tredelning
Gränslistan inleds på följande sätt: 
”Danaholmen är delad i tre lotter. En lott äger Uppsalakungen, en annan äger danskarnas kung, en tredje äger Norges kung. Då när deras möte var höll danakungen i uppsalakungens betsel och Norges kung i hans stigbygel. Nu börjas i Danaholmen. Från Danaholmen och till Stämmesund. Från Stämmesund och till Kleva. Från Kleva och till Slättås…” 

En uppfattning är att tredelningen beslöts på det trekungamöte som troligen hölls i Kungahälla (nuvarande Kungälv) år 1101.
Å andra sidan anses det numera att under vikingatiden sträckte sig Västergötland och Sverige inte längre nedför Göta älv än till Lödöse och att det var först under 1200-talets första del som Utlanden, dvs. häraderna Vättle, Sävedal och Askim samt en del av Hisingen lades till Sverige, som därmed nådde fram till Västerhavet. 

Detta talar för att Danaholmens tredelning inte bör ha skett förrän efter denna förändring.

## Hästceremonielet
Meningen om att sveakungen satt till häst medan de andra två kungarna stod och ödmjukt höll i hans tyglar och stigbygel vållade en upprörd debatt mellan Sverige och Danmark som varade i över femhundra år. Ceremonielet går tillbaka på gamla sedvänjor på kontinenten för att visa artighet eller underdånighet. Redan 754 noteras att frankerkungen Pippin den lille höll i påvens tyglar och hans sonson Ludvig den fromme hjälpte sin påve att sitta av år 816. Under den mycket omtalade maktkampen mellan påven Hadrianus IV och kejsar Fredrik Barbarossa blev den senare tvungen att betjäna Hadrianus med både tyglar och stigbyglar år 1155 och dennes efterträdare påven Alexander III år 1160 och 1177.  I lagboken Sachsenspiegel, som skrevs samman mellan 1215 och 1235 och kom att tillämpas i hela Nordtyskland, stadgades att det hörde till en vasalls skyldigheter att hålla i sin länsherres stigbygel, då denne steg till häst.

Vilken verklighet som låg bakom meningen kan inte avgöras. Den moderna forskningen har inte funnit någon grund för att två av kungarna vid något tillfälle skulle ha visat sin underdånighet för den tredje på detta sätt. Påståendet har också avfärdats som "barnslig skrytsamhet". 

Den näst äldsta bevarade nedteckningen av gränslistan finns som en bilaga i handskriften Codex Runicus, som skrevs i Danmark omkring år 1300, således inte mycket senare än KB B 59. Skrivaren var dansk, men det är tydligt att han här skrev av den västgötska texten. Här saknas meningen om hästceremonielet. 

Det är möjligt att meningen inte fanns med i den allra första nedteckningen utan stoppades in i efterhand i en version i Västergötland.
Alternativt kan den danske skrivaren har strukit den känsliga meningen för att inte såra sina landsmän.
I andra danska handlingar uppstod en version där det var den danske kungen som satt till häst. Dessa fick god spridning och Danmark vann propagandakriget. När Johannes Messenius år 1612 tog fram Västgötalagens version beskylldes han rätt öppet för att försöka prångla ut en förfalskning, och detsamma gällde när Georg Stiernhielm år 1663 lät trycka Äldre Västgötalagen med aktuella bilagor. I det läget lät den mycket flitige, men först i modern tid avslöjade dokumentförfalskaren Nils Rabenius smussla in den svenska versionen i olika gamla handskrifter. Höjdpunkten var den bok som juridikprofessorn Karl Lundius, med Rabenius som bidragsgivare, lät trycka år 1703. Där hävdades att påven Agapetus II i en bulla år 954 hade beslutat att den svenske kungen skulle ha försteget framför sina nordiska kollegor. Det tog mer än etthundra år innan Agapetus bulla definitivt avfärdades från diskussionen.
Med eller utan ceremoninotisen tycks texten bara påstå att de tre kungarna beslutat dela på Danaholmen. Det sägs inte att de deltagit i bestämmandet av de hundra gränsmärkena, varav ju hälften är interna svenska angelägenheter. 

## Gränsmärkena
Listans utgångspunkt är alltså den lilla ön Danaholmen, väster om Göta älvs mynning, mer än halvvägs ut till Vinga. Stämmesund har identifierats som sundet mellan de två öarna Vrångö och Kungsö, även kallat Kungssund, 11 km söder och något öster om Danaholmen. Från Stämmesund går gränsen rakt österut och når Hallandskusten efter 8 km sedan den passerat rakt över ön Kleva. Sedan följer gränsmärkena i stort sett den etablerade gränsen mellan landskapen Västergötland och Halland söderut fram till sjön Fegen, där de stöter mot folklandet Finnveden i Småland. Nästa avdelning gränsmärken går från Fegen till Vättern ett stycke norr om Jönköping. I kortare listor räknas upp gränsmärken, som omfattar de bebodda delarna av Dalsland. Gränsen mot Närke mellan Vänern och Vättern och genom Tiveden nämns inte alls.